# 高潮后折磨
射後預高潮（英語：post-orgasm torture），又称高潮後折磨或龜頭責，是BDSM的一种。在男性高潮后，龜頭會變得異常的敏感，高潮后對它直接的觸摸會产生受不了的感觉。強行对人進行這種刺激就叫“龜頭責”。
常見的方法有：
1.以一隻手直接包覆龜頭並持續摩擦，另一隻手按在陰莖底部避免晃動。
2.慣用手水平放在龜頭頂端，另一隻手按在陰莖中部，慣用手開始左右摩擦龜頭（仍對龜頭保持水平狀態），此方法極為痛苦，通常用在懲罰上面。